# Dotemu
 (décembre 2018).
Si vous disposez d'ouvrages ou d'articles de référence ou si vous connaissez des sites web de qualité traitant du thème abordé ici, merci de compléter l'article en donnant les références utiles à sa vérifiabilité et en les liant à la section « Notes et références ».
Dotemu, anciennement orthographié DotEmu, est une société française de jeu vidéo spécialisée dans la sortie de classiques rétro sur nouvelles plateformes. Pour cela, elle fait du portage informatique d'anciens jeux vidéo sous de nouveaux formats : PC/Mac, mobiles (iOS, Android, etc.) ou consoles (PS4, PS Vita, Xbox One, Nintendo Switch, , etc.).

## Histoire
Fondée par Xavier Liard et Romain Tisserand, l’objectif d'origine de la société était d'être un prestataire de service auprès d'autres entreprises du secteur des jeux vidéo en réalisant l'adaptation d'anciens jeux sur des systèmes d'exploitation plus récents que ceux d'origine, devenus obsolètes (notamment MS-DOS ou Windows 98). Pour faire fonctionner ces anciens jeux sur de nouveaux systèmes (notamment Windows et Mac OS X), Dotemu utilise principalement des technologies d'émulation, ou reprend parfois le code source des jeux d'origine pour le réadapter aux systèmes actuels.
La société adapte d'anciens jeux d'aventure des années 1990 sur les systèmes d'exploitation sus-mentionnés.
En se développant, Dotemu est aussi devenu éditeur de jeux vidéo. Entre 2012 et 2014, Dotemu a réalisé 3 projets.
En octobre 2014, Cyrille Imbert reprend les rênes de la société et gère dorénavant les diverses activités de Dotemu, avec dans un premier temps le soutien externe des fondateurs originaux.
Le 29 novembre 2016, l'actionnaire unique de la société Chouquette Games décide de la dissolution de la société.
Le 30 janvier 2017, la société Chouquettes Games prend le nom de Dotemu la société absorbée.
La société Focus Entertainment a confirmé l’acquisition de 77,5% du capital de Dotemu, l’un des leaders mondiaux du retrogaming basé à Paris, conformément à l’annonce du 5 août 2021. Dotemu a réalisé en 2020 un chiffre d’affaires de 14,6 millions d’euros et bénéficie d’un ambitieux plan de croissance pour les années à venir (source : AOF).

## Jeux
- R-Type
- Pang Adventures
- Wonder Boy: The Dragon's Trap
- Gobliiins
- Another World
- Nicky 2
- Final Fantasy VIII Remastered (en collaboration avec Access Games)
- Streets of Rage 4
- Ys Origin
- Red Baron History (PC)

- Windjammers 2
- Teenage Mutant Ninja Turtles: Shredder's Revenge
- Pharaoh: A New Era (en)
- Metal Slug Tactics (en)